# Гамурино
Гамурино — деревня в Казачинском районе Красноярского края. Входит в состав Отношенского сельсовета.

## География
Расположена в юго-восточной части района, на правом берегу реки Караульной. Абсолютная высота — 211 метров над уровнем моря.
Климат
Климат характеризуется как резко континентальный, с продолжительной морозной зимой и коротким тёплым летом. Среднегодовая температура воздуха составляет −1,9°С. Средняя температура воздуха самого тёплого месяца (июля) составляет 20 °C (абсолютный максимум — 37 °C); самого холодного (января) — −18 °C (абсолютный минимум — −59 °C). Среднегодовое количество атмосферных осадков составляет 501 мм.

## История
Основана в 1912 году. В 1926 году в деревне Гамурина имелось 54 хозяйства и проживало 276 человек (143 мужчины и 133 женщины). В национальном составе населения того периода преобладали татары. В административном отношении входила в состав Закемского сельсовета Казачинского района Красноярского округа Сибирского края.

## Население
| 2010 | 2011 | 2012 | 2013 | 2014 | 2015 | 2016 |
| ---- | ---- | ---- | ---- | ---- | ---- | ---- |
| 102  | →102 | ↘99  | ↗124 | →124 | ↘115 | ↗119 |

Половой состав
По данным Всероссийской переписи населения 2010 года в гендерной структуре населения мужчины составляли 48 %, женщины — соответственно 52 %.
Национальный состав
Согласно результатам переписи 2002 года, в национальной структуре населения татары составляли 98 % из 144 чел.